# Kizarka
Kizarka – wzniesienie pomiędzy miejscowościami Rusocice i Kamień w województwie małopolskim, powiecie krakowskim, gminie Czernichów, niemal w całości w granicach wsi Rusocice. Kizarka znajduje się w paśmie wzniesień pomiędzy wzniesieniami Sokola (317 m) i Kleparka (304 m), pod względem geograficznym na Garbie Tenczyńskim (część Wyżyny Krakowsko-Częstochowskiej) w obrębie Rudniańskiego Parku Krajobrazowego.
Dawniej miejsce to miało znaczenie jako ośrodek osadniczy, w „Słowniku historyczno-geograficznym ziem polskich w średniowieczu” opisane było bowiem jako Kiezarka (1581 locus Kiezarka, miejsce między Kamieniem a Rusocicami). Obecnie Kizarka jest niemal całkowicie porośnięta bukowo-sosnowym lasem, ale na jej południowo-wschodnim grzbiecie zachowały się jeszcze polany, przez które biegnie Turystyczna Droga z Rusocic do Podświerkla w Przegini Duchownej. Przez Kizarkę prowadzi także czarny szlak turystyczny z parkingu przy Kajasówce, na Kizarce łączący się ze szlakiem niebieskim.